# Taintrux
Taintrux és un municipi francès, situat al departament dels Vosges i a la regió del Gran Est. L'any 2007 tenia 1.566 habitants.

## Demografia

### Població
El 2007 la població de fet de Taintrux era de 1.566 persones. Hi havia 617 famílies, de les quals 137 eren unipersonals (81 homes vivint sols i 56 dones vivint soles), 222 parelles sense fills, 222 parelles amb fills i 36 famílies monoparentals amb fills.
La població ha evolucionat segons el següent gràfic:
Habitants censats

### Habitatges
El 2007 hi havia 793 habitatges, 631 eren l'habitatge principal de la família, 120 eren segones residències i 42 estaven desocupats. 735 eren cases i 57 eren apartaments. Dels 631 habitatges principals, 536 estaven ocupats pels seus propietaris, 81 estaven llogats i ocupats pels llogaters i 14 estaven cedits a títol gratuït; 1 tenia una cambra, 13 en tenien dues, 48 en tenien tres, 116 en tenien quatre i 453 en tenien cinc o més. 556 habitatges disposaven pel capbaix d'una plaça de pàrquing. A 257 habitatges hi havia un automòbil i a 335 n'hi havia dos o més.

### Piràmide de població
La piràmide de població per edats i sexe el 2009 era:
| Homes | Edats   | Dones |
| ----- | ------- | ----- |
| 0     | 95 o +  | 0     |
| 4     | 90 a 94 | 4     |
| 16    | 85 a 89 | 0     |
| 8     | 80 a 84 | 0     |
| 16    | 75 a 79 | 16    |
| 20    | 70 a 74 | 28    |
| 12    | 65 a 69 | 36    |
| 44    | 60 a 64 | 36    |
| 48    | 55 a 59 | 20    |
| 68    | 50 a 54 | 72    |
| 56    | 45 a 49 | 76    |
| 52    | 40 a 44 | 52    |
| 52    | 35 a 39 | 48    |
| 56    | 30 a 34 | 60    |
| 32    | 25 a 29 | 28    |
| 40    | 20 a 24 | 28    |
| 64    | 15 a 19 | 48    |
| 44    | 10 a 14 | 40    |
| 40    | 5 a 9   | 40    |
| 20    | 0 a 4   | 36    |

## Economia
El 2007 la població en edat de treballar era de 1.025 persones, 778 eren actives i 247 eren inactives. De les 778 persones actives 681 estaven ocupades (374 homes i 307 dones) i 97 estaven aturades (41 homes i 56 dones). De les 247 persones inactives 94 estaven jubilades, 69 estaven estudiant i 84 estaven classificades com a «altres inactius».

### Ingressos
El 2009 a Taintrux hi havia 648 unitats fiscals que integraven 1.664 persones, la mediana anual d'ingressos fiscals per persona era de 18.724 €.

### Activitats econòmiques
Dels 40 establiments que hi havia el 2007, 2 eren d'empreses alimentàries, 3 d'empreses de fabricació d'altres productes industrials, 15 d'empreses de construcció, 5 d'empreses de comerç i reparació d'automòbils, 1 d'una empresa de transport, 4 d'empreses d'hostatgeria i restauració, 3 d'empreses immobiliàries, 5 d'empreses de serveis i 2 d'empreses classificades com a «altres activitats de serveis».
Dels 16 establiments de servei als particulars que hi havia el 2009, 1 era un taller de reparació d'automòbils i de material agrícola, 3 paletes, 3 guixaires pintors, 2 fusteries, 3 lampisteries, 2 electricistes, 1 restaurant i 1 agència immobiliària.
Els 2 establiments comercials que hi havia el 2009 eren fleques.
L'any 2000 a Taintrux hi havia 8 explotacions agrícoles.

## Equipaments sanitaris i escolars
El 2009 hi havia 1 escola maternal i 1 escola elemental.

## Poblacions més properes
El següent diagrama mostra les poblacions més properes.